# ArchLord
ArchLord este un MMORPG (Massively Multiplayer Online Role-Playing Game) dezvoltat de Codemasters și ulterior gestionat de Webzen. Jocul a fost lansat inițial în Coreea de Sud în 2005 și ulterior în alte regiuni. ArchLord este cunoscut pentru premisa sa unică, care oferă jucătorilor posibilitatea de a deveni suveranul suprem al lumii virtuale, cunoscut sub numele de "ArchLord".

## Istoric
ArchLord a fost dezvoltat inițial de NHN Corporation și publicat de Codemasters în Europa și America de Nord. După lansarea inițială, jocul a fost repus în serviciu de Webzen, o companie sud-coreeană care a achiziționat drepturile de operare ale jocului. După o serie de actualizări și îmbunătățiri, ArchLord a continuat să fie disponibil până în ianuarie 2014, când serverele sale au fost închise.

### Lansare și Publicare
ArchLord a fost dezvoltat de NHN Games, o subsidiară a NHN Corporation, una dintre cele mai mari companii de internet din Coreea de Sud. Jocul a fost lansat pentru prima dată în Coreea de Sud în noiembrie 2005. În 2006, Codemasters a achiziționat drepturile de publicare pentru Europa și America de Nord, lansând jocul în aceste regiuni în septembrie 2006.

### Trecerea la modelul Free-to-Play
Inițial, ArchLord a fost un joc bazat pe abonament, dar în ianuarie 2007, Codemasters a decis să-l transforme într-un joc gratuit (free-to-play) cu microtranzacții, ca răspuns la feedback-ul comunității și la tendințele pieței. Această schimbare a atras un număr semnificativ mai mare de jucători și a prelungit durata de viață a jocului.

### Transferul la Webzen
În 2009, drepturile de publicare pentru ArchLord au fost achiziționate de Webzen, o companie sud-coreeană cunoscută pentru alte titluri MMORPG. Webzen a continuat să suporte și să actualizeze jocul până la închiderea sa în 2014.

## Gameplay
ArchLord este un MMORPG tradițional, cu accent pe lupte PvP (Player versus Player). Jucătorii își pot crea un personaj dintr-o varietate de rase și clase, fiecare având abilități și stiluri de joc unice. Jocul oferă o lume vastă și deschisă, plină de monștri, misiuni și evenimente speciale.

### Crearea Personajului
La începutul jocului, jucătorii își creează un personaj alegând dintr-una din rasele disponibile, cum ar fi oameni, orci și elfi. Fiecare rasă are acces la clase specifice, cum ar fi războinici, arcași și magi. Fiecare clasă are un set unic de abilități și stiluri de luptă, permițând jucătorilor să își personalizeze experiența de joc.

### Sistemul de Luptă și Clasa de Personaje
Sistemul de luptă în ArchLord este bazat pe combinații de abilități și strategii. Jucătorii trebuie să își gestioneze resursele, cum ar fi mana și sănătatea, în timp ce folosesc abilități speciale pentru a învinge inamicii. Luptele PvP sunt o componentă majoră a jocului, cu bătălii de amploare între jucători pentru controlul teritoriilor și resurselor.
Jucătorii puteau alege dintre mai multe clase pentru fiecare rasă, inclusiv:
- Oameni: Cavaleri, Arcași, Magi
- Orci: Bersekers, Magi Orci, Vânătorii de Capete
- Lunari: Rangers, Elementaliști

### Ghildă și Războaiele de Ghildă
Ghildele au jucat un rol crucial în ArchLord, permițând jucătorilor să se unească și să participe la bătălii masive pentru controlul teritoriilor. Războaiele de ghilde erau esențiale pentru a obține resurse și pentru a dobândi puterea necesară pentru a deveni ArchLord.

### ArchLord: Suveranul Suprem
Una dintre cele mai distinctive caracteristici ale ArchLord este posibilitatea de a deveni ArchLord, suveranul suprem al lumii de joc. Acest titlu este acordat unui singur jucător, care își câștigă poziția prin competiții și lupte intense. ArchLord-ul are puteri speciale și influențe semnificative asupra lumii de joc, inclusiv abilitatea de a schimba vremea și de a invoca armate NPC (Non-Player Character).

## Economia și Comerțul
ArchLord include un sistem economic complex, bazat pe comerț și colectarea de resurse. Jucătorii pot aduna resurse din mediul înconjurător, cum ar fi mineralele și ierburile, pe care le pot folosi pentru a crea echipamente și obiecte speciale. Comerțul între jucători este, de asemenea, o parte esențială a economiei jocului, cu piețe și case de licitații unde jucătorii își pot vinde bunurile.

## Comunitate și Evenimente
Comunitatea jucătorilor din ArchLord a fost mereu activă și implicată în diverse evenimente organizate de dezvoltatori. Jocul a avut numeroase evenimente speciale, cum ar fi competiții PvP, sărbători tematice și expansiuni de conținut. Aceste evenimente au fost concepute pentru a menține interesul jucătorilor și pentru a încuraja interacțiunea socială în cadrul jocului.

## Grafica și Sunetul
La lansarea sa, ArchLord a fost lăudat pentru grafica sa impresionantă și designul detaliat al lumii de joc. Deși standardele grafice au evoluat de atunci, ArchLord a reușit să creeze o atmosferă captivantă și imersivă. Sunetul și muzica jocului au contribuit, de asemenea, la experiența generală, cu coloane sonore orchestrale și efecte sonore realiste.

## Primire și Critici
ArchLord a primit recenzii mixte la lansare. Unii critici au lăudat conceptul unic al jocului și grafica sa, în timp ce alții au subliniat probleme legate de echilibrarea gameplay-ului și bug-urile tehnice. Cu toate acestea, trecerea la modelul free-to-play a fost bine primită de comunitate și a ajutat la creșterea popularității jocului.

## Închiderea Serverelor
În ciuda popularității sale inițiale, ArchLord a înfruntat provocări în menținerea unei baze stabile de jucători pe termen lung. În ianuarie 2014, Webzen a anunțat închiderea serverelor ArchLord, marcând sfârșitul oficial al jocului. Mulți jucători au fost dezamăgiți de această decizie, dar comunitatea ArchLord rămâne activă prin intermediul forumurilor și al altor platforme de socializare.

## Moștenirea ArchLord
Deși ArchLord nu mai este disponibil pentru a fi jucat, influența sa continuă să fie resimțită în genul MMORPG. Conceptul de a deveni un suveran suprem și de a avea un impact semnificativ asupra lumii de joc a inspirat alte jocuri și a rămas o idee captivantă pentru jucători. ArchLord este amintit cu drag de către fanii săi pentru gameplay-ul său unic și pentru comunitatea sa pasionată.
ArchLord a fost un MMORPG inovator care a captivat jucătorii cu premisele sale unice și cu posibilitatea de a deveni suveranul suprem al unei lumi virtuale. Deși jocul nu mai este activ, moștenirea sa continuă să influențeze genul și să inspire noi jocuri. ArchLord va rămâne un capitol important în istoria MMORPG-urilor, amintit pentru contribuțiile sale la evoluția acestui gen de jocuri.